# Zăgriș
Zăgriș – wieś w Rumunii, w okręgu Alba, w gminie Galda de Jos. W 2011 roku liczyła 4 mieszkańców.